# Ajo negro (alimento)

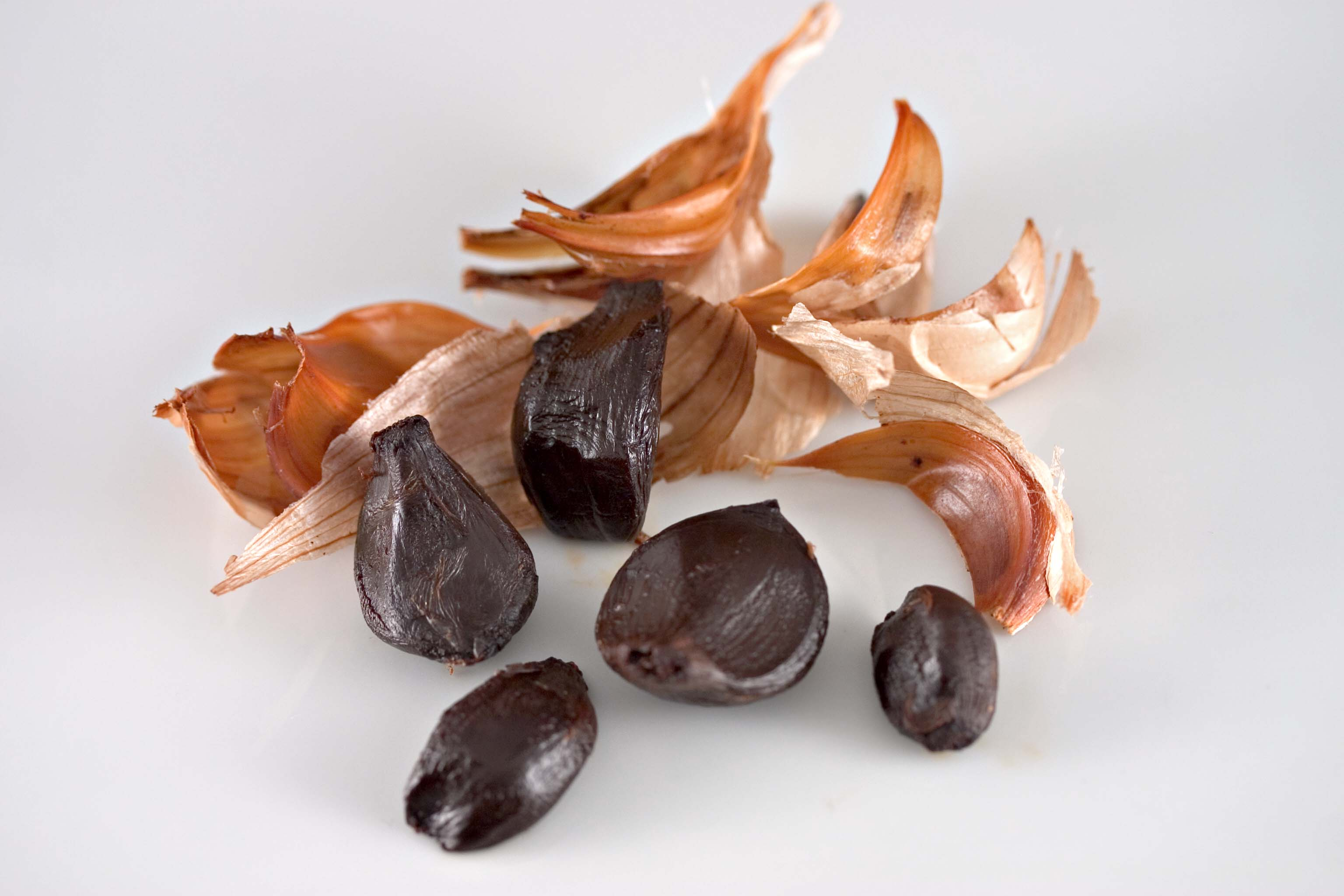
Dientes

El ajo negro es un tipo de ajo caramelizado, fruto de la reacción de Maillard (no fermentación) del ajo común, mediante un lento proceso. Empleado como condimento en la cocina asiática, especialmente en Corea, se ha difundido por América del Norte y Europa. Se elabora sometiendo los bulbos de ajo a calor durante semanas, en condiciones de humedad, mediante un proceso del que resulta un ajo con los dientes negros. A veces se hace referencia incorrectamente al proceso de producir ajo negro como fermentación, pero no involucra acción microbiana. El volumen del ajo negro es ligeramente inferior al del ajo fresco que dio origen a él.

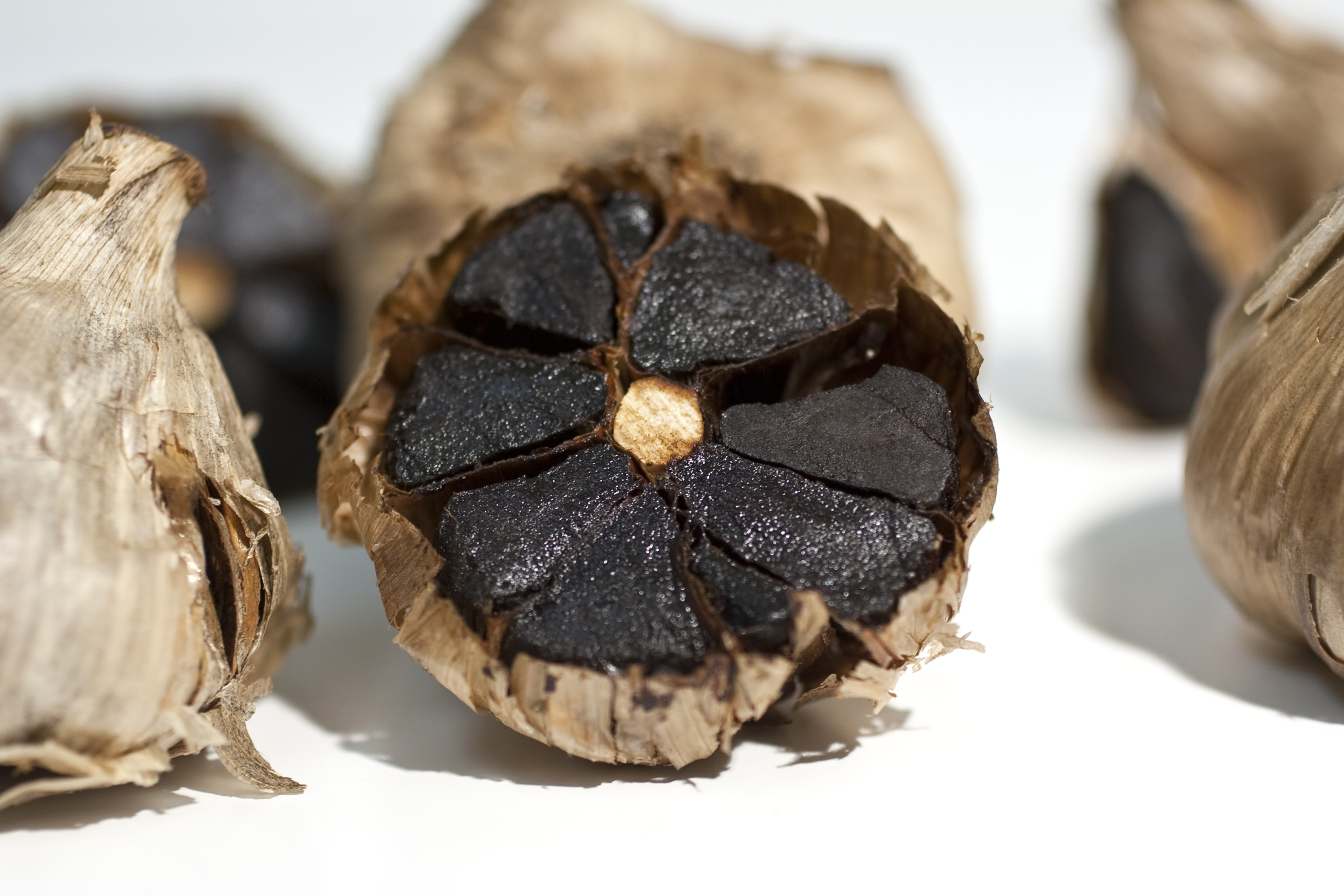
Bulbo cortado

El sabor del ajo negro es ligeramente dulce, algo ácido y muy sabroso, con ligeros toques a vinagre balsámico o aceto balsámico. El ajo negro (denominado: black garlic) es muy popular en Reino Unido y se ha llegado a emplear como un ingrediente habitual en lo que se conoce como alta cocina. Esta preparación nada tiene que ver con la variante genética del ajo de seis dientes denominado similarmente "ajo negro" en algunos países como Corea, o con la planta ornamental denominada: Allium nigrum.  

## Historia
El ajo negro posee una larga historia en las cocinas coreana y tailandesa.[cita requerida]
En Estados Unidos el ajo negro fue conocido cuando en el año 2008 el Le Sanctuaire en San Francisco comenzó a comercializar su propio ajo negro. Se llegó a mencionar en la primavera de 2008 en la sección del New York Times denominada "Design and Living" como un nuevo alimento básico de la moderna cocina (y pronto se incorporó a una receta de pollo: "Black Garlic Roast Chicken"); el autor del NYT Merrill Stubbs remarcó que este nuevo ingrediente se empleó por el chef Bruce Hill de Bix Restaurant, San Francisco. El hijo de Hill encontró su propia forma de que el empresario Scott Kim lo comercializara, siendo el primero que en 2005 comenzó a importar ajo desde Isla de Jeju (Corea), para ser procesado en Estados Unidos. El uso de ajo negro en Europa es popular en Inglaterra, donde ha hecho su debut en TV (en series de la BBC’s: Something for the Weekend) en programas de televisión de febrero de 2009. En España hay ciertas noticias de su uso por parte de Ferran Adrià.

## Usos

### Usos alimentarios
Un uso interesante del ajo negro es como ingrediente en el chocolate.

### Usos medicinales
Es un ingrediente muy valorado por sus propiedades antioxidantes (debido a su contenido en alicina) y es añadido a las bebidas energéticas, y en Tailandia se anuncia como un ingrediente capaz de alargar la vida de quien lo consume.
Se han atribuido al ajo, en general, propiedades saludables y terapéuticas, así como potencial para disminuir el riesgo de padecer ciertas enfermedades, en particular el cáncer. Hasta hoy no se ha establecido una relación convincente entre el consumo de ajo (ajo fresco en cualquiera de sus variedades o aceites esenciales o extractos) y un menor riesgo de padecer cáncer.
Se ha encontrado que el uso del ajo en ciertas condiciones puede tener efectos adversos, como, entre otros: 
a) interferencia con fármacos usados en el tratamiento de la infección por el VIH. 
b) Interferencia con la coagulación de la sangre y los fármacos anticoagulantes. 
c) Posible contaminación con la bacteria Clostridium botulinum que puede crecer y producir toxina botulínica en los productos de ajo en aceite que no son refrigerados y que no contienen sustancias antibacterianas.